# 디아크 (래퍼)
디아크(중국어: 金雨霖, 2004년 7월 15일 ~ )는 조선족 출신 중국의 래퍼이다. Show Me The Money 777에 최연소 래퍼로 참가하여 주목을 받았다. 또한 고등래퍼 4에 출연하여 3위를 차지하였다. 한국명은 
김우림이다.Show Me The Money 9에서는 Show Me The Money 777 악동같은 느낌과 달리
천사같이 순수해져서 돌아왔다.또래 친구들과 다르게 게임은 안한다고 한다.
현재 GOD'S PLAN에 소속되어 있다.

## 출연 프로그램
- Show Me The Money 777
- Show Me The Money 9
- 고등래퍼 4